# ادموندسون (میزوری)
ادموندسون (به انگلیسی: Edmundson) یک شهر در ایالات متحده آمریکا است که در شهرستان سنت لوئیس، میزوری واقع شده‌است. ادموندسون ۰٫۶۷ کیلومتر مربع مساحت و ۸۳۴ نفر جمعیت دارد و ۱۷۷ متر بالاتر از سطح دریا قرار دارد.